# Ian Hamilton (generał)
Ian Standish Monteith Hamilton (ur. 16 stycznia 1853 na Korfu, zm. 12 października 1947 w Londynie) – generał armii brytyjskiej, dowodzący siłami aliantów (Mediterranean Expeditionary Force) w czasie nieudanej kampanii dardanelskiej w toku I wojny światowej.
Jego kariera wojskowa rozpoczęła się w 1873 r., służył w Indiach i Afryce. W czasie wojny burskiej był szefem sztabu Lorda Kitchenera, w 1902 r. otrzymał tytuł szlachecki. W czasie I wojny światowej został nominowany przez gen. Kitchenera na dowódcę kampanii, której celem było przejęcie kontroli nad półwyspem Gallipoli i zdobycie Konstantynopola.